# Vermilion Energy
Pour les articles homonymes, voir Vermilion.
Le Groupe Vermilion Energy Inc. est une entreprise canadienne internationale, spécialisée dans la recherche et la production d’hydrocarbures. Il possède des actifs au Canada, en Australie et en Europe.

## Histoire
Le Groupe Vermilion Energy Inc. a été créé en 1994, en Alberta. En 1997, il s’est étendu à l’international ; la première fois, c'était en  France. Plusieurs acquisitions ont été réalisées depuis aux Pays-Bas, en Australie, en Irlande, en Allemagne, en Hongrie, en Croatie, aux États-Unis…
Le Groupe Vermilion Inc. est coté à la bourse de Toronto et celle de New-York.

## France
Le groupe Vermilion Energy Inc. est le premier producteur de pétrole brut en France, à travers sa filiale Vermilion REP SAS (« Vermilion »). Son siège social est basé à Parentis-en-Born, dans les Landes (Nouvelle-Aquitaine). Vermilion produit du pétrole brut dans les bassins Aquitain et Parisien, à partir de ses 450 puits actifs, et emploie près de 450 personnes (emplois directs et indirects). Sa production quotidienne avoisine les 1,2 M de litres de pétrole brut, d’une excellente qualité, sensiblement répartis par moitié entre les deux bassins. Cela représente 70% de la production et près de 1% de la consommation nationale de la France.
Un projet de huit nouveaux puits de pétrole dans la forêt de La Teste-de-Buch provoque de grandes manifestations en 2024.

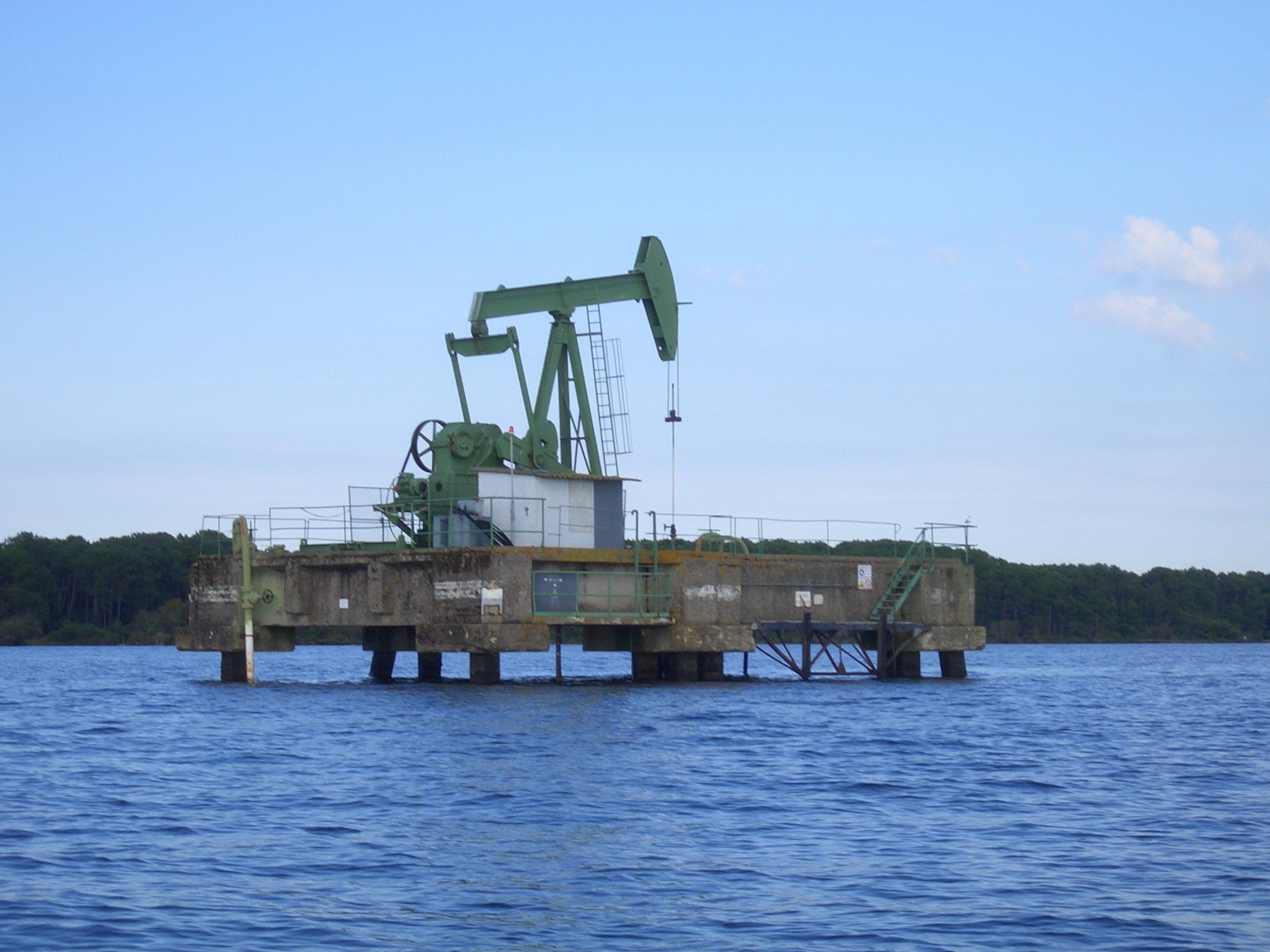
Station de pompage pétrolière sur le lac de Parentis.
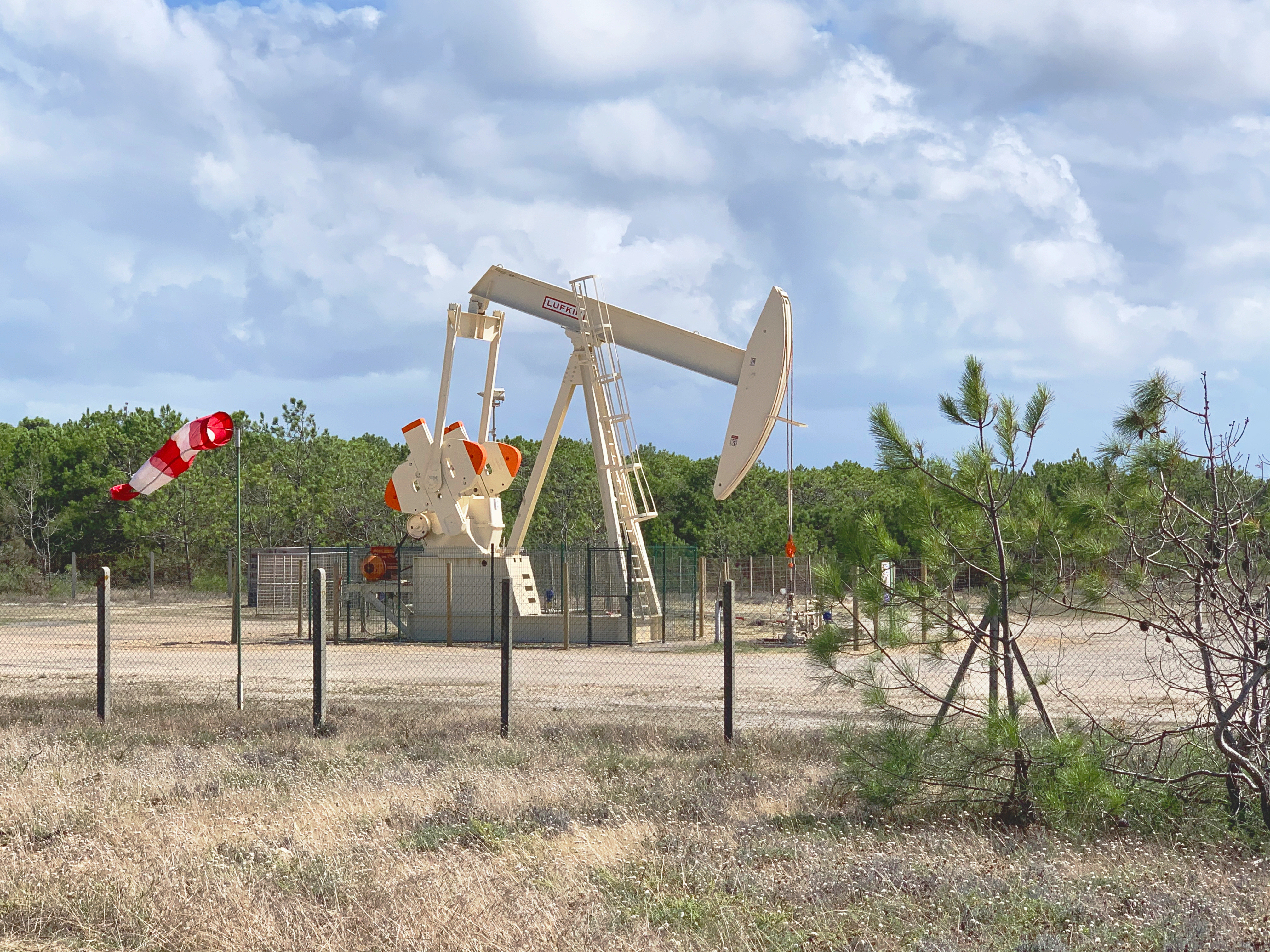
Le puits de pétrole du cap Ferret.
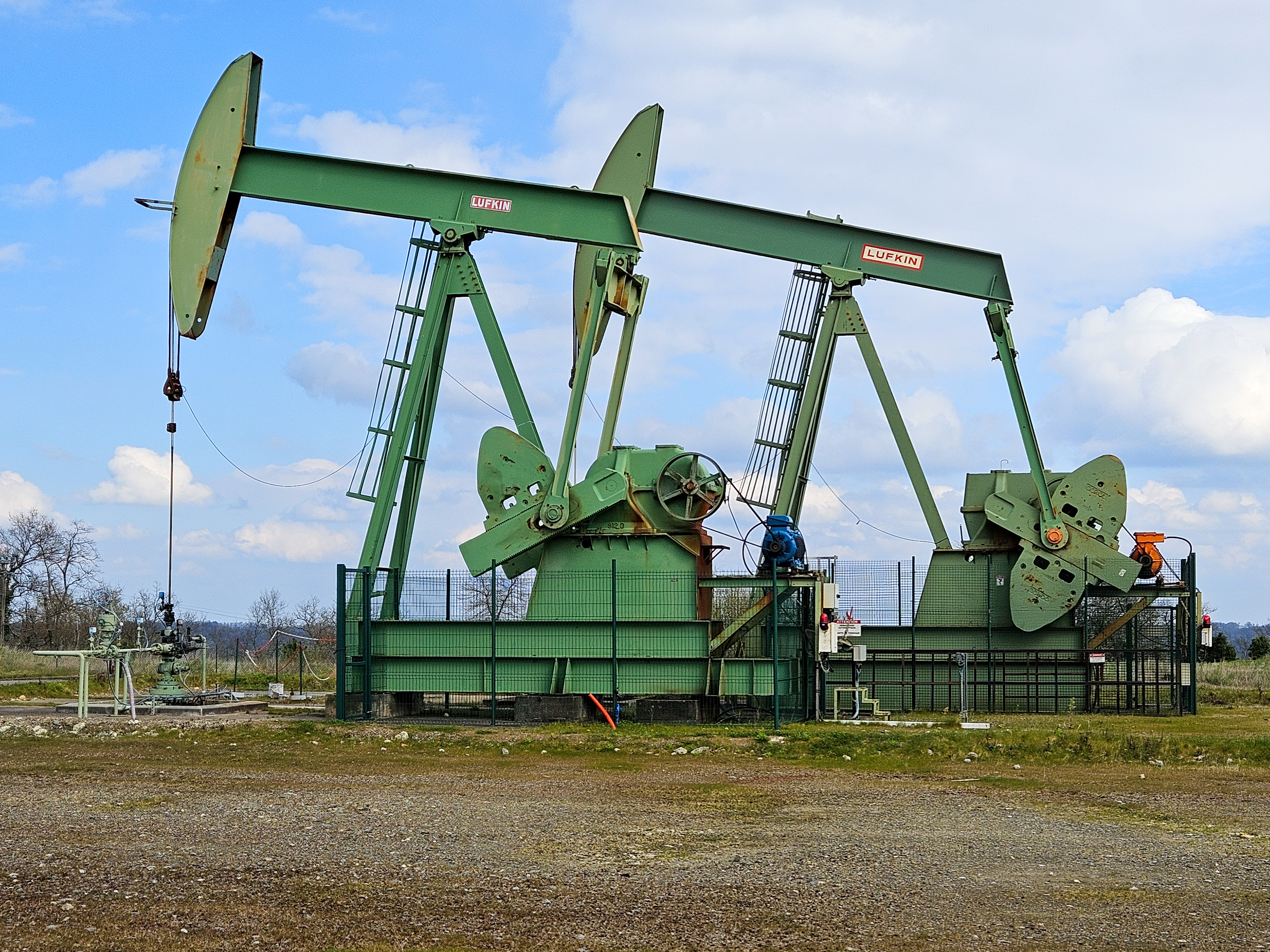
Chevalets de pompage à Vialer.